# غازر سنغ
غازر سنغ هي قرية في مقاطعة نظر أباد، إيران. يقدر عدد سكانها بـ 535 نسمة بحسب إحصاء 2016.